# ピーター・ハーフォード
ピーター・ハーフォード（英語: Peter Hurford、1930年11月22日 - 2019年3月3日）は、イギリスのオルガニスト。イギリスを代表するオルガニストの一人である。

## 略歴
イングランドのサマセット州に生まれる。ハロルド・ダークに師事し、後にケンブリッジ大学のジーザス・カレッジで音楽と法律を学んだ。またパリでは往年のオルガニストのアンドレ・マルシャルにも師事する。
1950年と1955年にジュネーヴ国際音楽コンクールに入賞した。このコンクールでは、指揮者のカール・リヒターやマリー＝クレール・アランも入賞している。
トリーミントン・スバー聖教会を経て、1957年から1979年までにイングランド南西部のセントオールバン大聖堂と僧院教会のオルガニストと音楽監督を務め、オルガンの再建に尽力した。1963年からは同地でミシェル・シャピュイやハインツ・ヴンダーリヒとともに、国際オルガン音楽祭を主催する。
イギリスを代表するオルガニストの一人として、ヨーロッパを中心にオーストリア、カナダ、ニュージーランド、アメリカなどで幅広く活躍している。1967年と1968年にはシンシナティ大学で教鞭を執り、またフィラデルフィアでは国際音楽コンクールの審査員を務めた。
1977年に初来日した。
18世紀フランスのオルガン音楽やJ.S.バッハのオルガン作品（特にトリオ・ソナタ）のすぐれた解釈者として知られ、厳格な形式による即興演奏家としての名声も高く評価されている。
薩摩琵琶演奏家の蘭杖（Thomas Charles Marshall）は弟子である。
2019年3月3日に死去した。88歳没。